# Scrimă la Jocurile Olimpice de vară din 2008
Probele de scrimă la Jocurile Olimpice de vară din 2008 s-au desfășurat în perioada 9 august-17 august la Sala de scrima de la Centrul convenției naționale din Beijing.

## Calendar
|  |  |  |  | 1 | 1 | 1 | 1 | 2 | 1 | 1 | 1 | 1 |  |  |  |  |  |  |  |

|  | Finală |

## Arbitri
Arbitrii au fost:
- Ayach Bounachada (CAN)
- Choi Myung-jin (KOR)
- Tamer Mohamed El Araby (EGY)
- Douglas Findlay (USA)
- Marius Florea (ROU)
- Bruno Gaby (FRA)
- Ahmed Gana (ALG)
- Wael Husain Aya (KUW)
- Adam Kaszubowski (POL)
- Zsolt Kaposvári (HUN)
- Juan Liendo (VEN)
- Ilgar Mamedov (RUS)
- Vasil Milenchev (BUL)
- Reiko Nakata (JPN)
- Phạm Anh Tuấn (VIE)
- Alireza Poursalman (IRI)
- Peter Roth (GER)
- David Sach (GBR)
- Marco Siesto (ITA)
- Régis Trois de Ávila (BRA)
- Pape Toure (SEN)
- Rodrigo Vasquez (CHI)
- Daniel Vázquez (ESP)
- Zheng Kang Zhao (HKG)

## Rezultate
Masculin
| Probă            | Aur                                                  | Argint                                                              | Bronz                                                                    |
| Spadă individual | Matteo Tagliariol (Italia)                           | Fabrice Jeannet (Franța)                                            | José Luis Abajo (Spania)                                                 |
| Spadă echipe     | Franța Fabrice Jeannet Jérôme Jeannet Ulrich Robeiri | Polonia Robert Andrzejuk Tomasz Motyka Radosław Zawrotniak          | Italia Stefano Carozzo Diego Confalonieri Alfredo Rota Matteo Tagliariol |
| Floretă          | Benjamin Kleibrink (Germania)                        | Yuki Ota (Japonia)                                                  | Salvatore Sanzo (Italia)                                                 |
| Sabie individual | Zhong Man (China)                                    | Nicolas Lopez (Franța)                                              | Mihai Covaliu (România)                                                  |
| Sabie echipe     | Franța Julien Pillet Boris Sanson Nicolas Lopez      | Statele Unite Tim Morehouse Jason Rogers Keeth Smart James Williams | Italia Aldo Montano Luigi Tarantino Giampiero Pastore Diego Occhiuzzi    |

Feminin
| Probă            | Aur                                                                   | Argint                                               | Bronz                                                                            |
| Spadă individual | Britta Heidemann (Germania)                                           | Ana Maria Brânză (România)                           | Ildikó Mincza-Nébald (Ungaria)                                                   |
| Floretă          | Valentina Vezzali (Italia)                                            | Nam Hyun-hee (Coreea de Sud)                         | Margherita Granbassi (Italia)                                                    |
| Floretă echipe   | Rusia Svetlana Boiko Aida Șanaeva Viktoria Nikichina Evgenia Lamonova | Statele Unite Emily Cross Hanna Thompson Erinn Smart | Italia Valentina Vezzali Giovanna Trillini Margherita Granbassi Ilaria Salvatori |
| Sabie individual | Mariel Zagunis (SUA)                                                  | Sada Jacobson (SUA)                                  | Rebecca Ward (SUA)                                                               |
| Sabie echipe     | Ucrainia Olha Jovnir Olha Harlan Halîna Pundîk Olena Homrova          | China Bao Yingying Huang Haiyang Ni Hong Tan Xue     | Statele Unite Sada Jacobson Rebecca Ward Mariel Zagunis                          |

## Clasament pe medalii
| Loc   | Țară                             | Aur | Argint | Bronz | Total |
| ----- | -------------------------------- | --- | ------ | ----- | ----- |
| 1     | Italia (ITA)                     | 3   | 2      | 2     | 7     |
| 2     | Coreea de Sud (KOR)              | 2   | 1      | 3     | 6     |
| 3     | China (CHN)                      | 2   | 0      | 1     | 3     |
| 4     | Ucraina (UKR)                    | 1   | 0      | 1     | 2     |
| 5     | Ungaria (HUN)                    | 1   | 0      | 0     | 1     |
| 5     | Venezuela (VEN)                  | 1   | 0      | 0     | 1     |
| 7     | Rusia (RUS)                      | 0   | 2      | 1     | 3     |
| 8     | Germania (GER)                   | 0   | 1      | 1     | 2     |
| 9     | Egipt (EGY)                      | 0   | 1      | 0     | 1     |
| 9     | Japonia (JPN)                    | 0   | 1      | 0     | 1     |
| 9     | Norvegia (NOR)                   | 0   | 1      | 0     | 1     |
| 9     | România (ROU)                    | 0   | 1      | 0     | 1     |
| 13    | Statele Unite ale Americii (USA) | 0   | 0      | 1     | 1     |
| Total | Total                            | 10  | 10     | 10    | 30    |

## Țări participante
233 de trăgători din 45 de țări au participat la Beijing 2008.
- Africa de Sud (7)
- Algeria (2)
- Argentina (1)
- Australia (2)
- Austria (1)
- Belarus (3)
- Brazilia (2)
- Burkina Faso (1)
- Canada (9)
- Chile (1)
- China (20)
- Coreea de Sud (10)
- Cuba (2)
- Egipt (10)
- Elveția (2)
- Estonia (1)
- Franța (15)
- Germania (9)
- Hong Kong (3)
- Irlanda (1)
- Israel (3)
- Italia (16)
- Japonia (7)
- Kârgâzstan (1)
- Maroc (2)
- Mexic (1)
- Marea Britanie (3)
- Norvegia (1)
- Olanda (2)
- Panama (1)
- Peru (1)
- Polonia (13)
- Portugalia (2)
- Qatar (1)
- România (5)
- Rusia (14)
- Senegal (3)
- Spania (5)
- Statele Unite ale Americii (13)
- Suedia (1)
- Thailanda (2)
- Ucraina (10)
- Ungaria (15)
- Venezuela (7)

## Legături externe
- Statistice Arhivat în 6 martie 2009, la Wayback Machine. pe Sports Reference